# Parlamento Galés
El Parlamento Galés (en galés: Senedd Cymru; en inglés: Welsh Parliament), también conocido como "el Senedd", es el órgano legislativo unicameral descentralizado de Gales, una nación constituyente del Reino Unido. Un organismo elegido democráticamente, elabora leyes para Gales, acuerda ciertos impuestos y examina al Gobierno de Gales. Es una institución bilingüe, siendo el galés y el inglés sus idiomas oficiales. Desde su creación en mayo de 1999 hasta mayo de 2020, el Senedd fue conocido como la Asamblea Nacional de Gales (en galés: Cynulliad Cenedlaethol Cymru; en inglés: National Assembly for Wales).
El parlamento está integrado por 60 diputados, que son conocidos  como miembros del Senedd (en galés: Aelodau o'r Senedd; en inglés: Members of the Senedd), abreviado como "MS" (galés: AS). Desde 2011, los miembros son elegidos por un periodo de cinco años bajo un sistema de miembros adicionales, en el que 40 MS representan divisiones geográficas más pequeñas conocidas como "circunscripciones" y son elegidos por mayoría absoluta, y 20 MS representan cinco "regiones electorales" utilizando el método D'Hondt de representación proporcional. Por lo general, el partido más grande del Senedd forma el Gobierno de Gales.
Inicialmente, la sede del parlamento se encontraba en el edificio Tŷ Hywel, al lado del edificio actual, conocido como el Senedd (literalmente, el "Senado"), que se encuentra en la ciudad de Cardiff y fue inaugurado en marzo de 2006 por la Reina Isabel II.